# Kaiserkopf
Le Kaiserkopf est une montagne qui s’élève à 2 171 m d’altitude dans le Kaisergebirge, en Autriche.